# Czchorocku
Czchorocku (gruz. ჩხოროწყუ) – miasto w Gruzji, w regionie Megrelia-Górna Swanetia. W 2014 roku liczyło 3141 mieszkańców. Znajduje się nad rzeką Chobisckali, 180 m n.p.m., 344 km od Tbilisi, 36 km od stacji kolejowej Senaki na północ.  W mieście działają instytucje administracyjne, kulturalne, oświatowe, służby zdrowia, małe przedsiębiorstwa.

## Legendy
Megrelskie słowo „Czchorocku” oznacza po polsku dziewięć źródeł. Według legendy z Ankary w pobliżu domu Niko Dadiana wypływało jedno kwaśne, jedno gorące, jedno słone i sześć zimnych źródeł i stąd wzięła się nazwa.
Giwi Farulawa i Grigol Szengelia w swojej książce „Toponimia rejonu Czchorocku” przytaczają ludową legendę, według której cztery z dziewięciu źródeł zostały zniszczone przez Turków.

## Historia
W 1930 r. stał się centrum rejonu Czchorockowego.  W 1960 r. otrzymało prawa miejskie.  W okresie sowieckim rozwinął się przemysł spożywczy, działały dwie fabryki herbaty, fabryki konserw, lemoniady, chleba i mleczarni.  W 2018 roku uzyskało status miasta.

## Znani mieszkańcy
- Gogita Gogua, piłkarz